# Rose Dupuis
Pour les articles homonymes, voir Dupuis (homonymie).
Rose-Françoise-Gabrielle Dupuis est une actrice française, née le 7 mars 1791 à Poissy et morte le 1er décembre 1878 à Saint-Pierre-lès-Nemours.

## Biographie
Rose-Françoise-Gabrielle Dupuis naît le 7 mars 1791 à Poissy, en Seine-et-Oise, et est baptisée le lendemain. Elle est la fille de Jean-Charles Dupuis, marchand, et de son épouse, Françoise Lormetot.
Rose Dupuis a treize ans lorsqu'elle entame sa carrière de comédienne au théâtre des Jeunes-Élèves, situé à Paris, rue de Thionville. À la disparition du théâtre, en 1807, elle est engagée à la Porte-Saint-Martin où elle suit l'enseignement de Dazincourt.
Mademoiselle Dupuis débute à la Comédie-Française le 16 février 1808 en incarnant les rôles-titres d'Andromaque de Racine et celui d'Isabelle dans L’École des maris de Molière. Elle est reçue pensionnaire en avril 1808 et participe la même année au voyage de la troupe du théâtre français à Erfurt, organisé par l'empereur Napoléon Ier. 
Elle devient la 225e sociétaire de la Comédie-Française le 1er juin 1812.
En 1830, elle est au Théâtre-Français aux côtés de Mlle Mars, ainsi que le narre Alexandre Dumas dans Comment je devins auteur dramatique.
Elle prend sa retraite le 1er avril 1835 pour se retirer à Saint-Pierre-lès-Nemours, entourée d'une petite colonie de comédiens, qui aimait se retrouver là :
- son fils Adolphe Dupuis
- sa fille Eulalie, qui joua également au théâtre et qui devint la femme du comédien Geffroy
- son gendre Edmond Geffroy
- le comédien Bressant.

C'est ce qui explique pourquoi cette petite commune vit mourir plusieurs comédiens des scènes parisiennes.
Elle s'y éteignit elle-même à l'âge de 87 ans, en 1878. Elle fut inhumée au cimetière du Père-Lachaise (tombe disparue).

### Vie familiale
Elle est la mère d'Eulalie Dupuis, comédienne et épouse d'Edmond Geffroy, et d'Adolphe Dupuis qu'elle tente sans succès de dissuader de s'engager dans la même voie qu'elle, à la fin de ses études au lycée Chaptal (voir Souvenirs d'un homme de lettres d'Alphonse Daudet).

## Carrière à la Comédie-Française
Entrée en 1808
Nommée 225e sociétaire en 1812
Départ en 1835

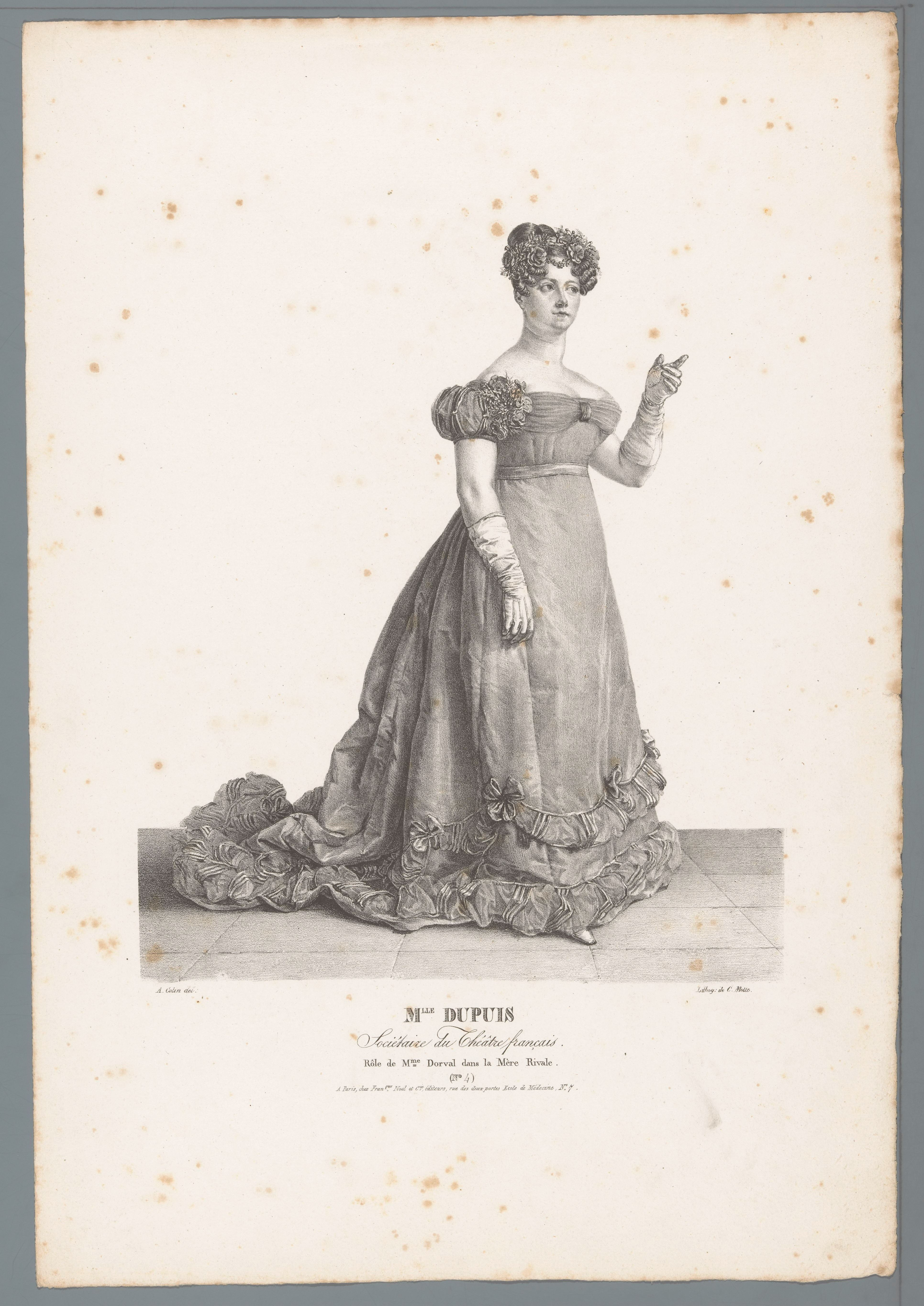
Portrait de Mlle Rose Dupuis dans le rôle de Madame Dorval dans La Mère Rivale. Lithographie de C. Motte

- 1808 : Andromaque de Jean Racine : Andromaque
- 1808 : Iphigénie de Jean Racine : Iphigénie
- 1808 : Mithridate de Jean Racine : Monime
- 1808 : Phèdre de Jean Racine : Aricie
- 1808 : Les Plaideurs de Jean Racine : Isabelle
- 1808 : Athalie de Jean Racine : Salomith
- 1808 : Esther de Jean Racine : Zarès
- 1809 : Bajazet de Jean Racine : Atalide
- 1809 : George Dandin de Molière : Angélique
- 1809 : Monsieur Musard ou Comme le temps passe de Louis-Benoît Picard : Sophie
- 1809 : Tartuffe de Molière : Mariane
- 1810 : Athalie de Jean Racine : Zacharie
- 1810 : Le Mariage de Figaro de Beaumarchais : Fanchette
- 1812 : Le Misanthrope de Molière : Eliante
- 1812 : Les Déguisements amoureux de Joseph Patrat : Julie
- 1812 : Andromaque de Jean Racine : Cléone
- 1812 : Britannicus de Jean Racine : Albine
- 1813 : Phèdre de Jean Racine : Ismène, puis Oenone
- 1813 : Iphigénie de Jean Racine : Doris
- 1814 : Ulysse de Pierre-Antoine Lebrun : Eriphile
- 1814 : Bajazet de Jean Racine : Zatime
- 1815 : Racine et Cavois de Charles-Guillaume Étienne : Julie
- 1815 : La Méprise d'Alexandrine-Sophie de Bawr : Mme de Lineuil
- 1816 : La Comédienne de François Andrieux : Cléofile
- 1816 : Le Barbier de Séville de Beaumarchais : Rosine
- 1816 : Le Mariage de Robert de France ou l'Astrologie en défaut de Pierre-Ange Vieillard : Clémence
- 1816 : Laquelle des trois ? de Charlotte Vanhove : Mme de Wolmar
- 1816 : Iphigénie de Jean Racine : Eriphile
- 1816 : La Fête de Henri IV de Michel-Nicolas Balisson de Rougemont : Rose
- 1816 : L'Anniversaire ou Une journée de Philippe-Auguste de Rancé et Théaulon de Rambert : Héloïse
- 1816 : Nicomède de Pierre Corneille : Arsinoé
- 1816 : Les Deux seigneurs d'Eugène de Planard et César de Proisy d'Eppe : Clara
- 1817 : Le Trésor de François Andrieux : Cécile
- 1817 : La Manie des grandeurs d'Alexandre Duval : Amélie
- 1818 : Le Mariage de Figaro de Beaumarchais : la comtesse
- 1818 : Le Rêve du mari de François Andrieux : Mathilde
- 1819 : Eugénie de Beaumarchais : Eugénie
- 1819 : Orgueil et vanité de Joseph-François Souque : Eugénie
- 1819 : Les Femmes politiques d'Étienne Gosse : Pauline
- 1819 :  L'Irrésolu d'Onésime Leroy : Eliante
- 1819 :  Le Frondeur de Jacques-Corentin Royou : Ermine
- 1819 : Les Deux Méricour de Charlotte Vanhove : Mme de Laurval
- 1820 : Le Folliculaire d'Alexandre de La Ville de Mirmont : Agathe
- 1821 : Le Mari et l'amant de Jean-Baptiste Vial : Mme Saint-Léger
- 1821 : Falkland ou la Conscience de Jean-Louis Laya : Émilie
- 1822 : Le Sourd ou l'Auberge pleine de Desforges : Joséphine Doliban
- 1823 : L'Éducation ou les Deux cousines de Casimir Bonjour : Mme de Préval
- 1823 : L'Auteur malgré lui de Saint-Rémy : Élise
- 1824 : Le Jaloux malgré lui d'Étienne-Joseph-Bernard Delrieu : Mme Valmon
- 1824 : Le Mari à bonnes fortunes de Casimir Bonjour : Mme Franval
- 1825 : Le Roman d'Alexandre-Joseph-Jean de la Ville de Mirmont : Mme de Rosbelle
- 1825 : L'Auteur et l'avocat de Paul Duport : Mme de Bermar
- 1825 : Lord Davenant de Jean-Baptiste Vial, Justin Gensoul et Jean-Baptiste Milcant : Jenny Beaufort
- 1825 : Le Veuvage imterrompu de Jean-François Bayard : Mme Dubreuil
- 1826 : L'Intrigue et l'amour d'Alexandre-Jean-Joseph de La Ville de Mirmont d'après Friedrich von Schiller : la comtesse
- 1826 : Le Portrait d'un ami d'Ernest Musnier Desclozeaux : Mme Dermincourt
- 1826 : Le Duel de Léon Halévy : la baronne
- 1826 : Le Tasse d'Alexandre Duval : Maria
- 1827 : Le Premier venu ou Six lieues de chemin de Jean-Baptiste Vial : Juliette
- 1827 : Les Trois quartiers de Louis-Benoît Picard et Édouard-Joseph-Ennemond Mazères : la comtesse de Montfort
- 1827 : Tartuffe de Molière : Elmire
- 1828 : L'École de la jeunesse ou le Sage de vingt ans de Victor Draparnaud : Mme Gémonval
- 1829 : Le Complot de famille d'Alexandre Duval : Mme Dormon
- 1829 : Une journée d'élection d'Alexandre-Jean-Joseph de La Ville de Mirmont : Mme Corbinieau
- 1829 : Le Misanthrope de Molière : Célimène
- 1829 : Le Menuisier de Livonie ou les Illustres voyageurs d'Alexandre Duval : Catherine
- 1830 : Un an ou le Mariage d'amour de Jacques-François Ancelot : la baronne
- 1830 : L'Envieux de Hyacinthe Dorvo : Hortense
- 1830 : Trois jours d'un grand peuple de Jean-Henri-Michel Nouguier : Mme de Germance
- 1831 : Les Intrigants ou la Congrégation d'Alexandre-Jean-Joseph de La Ville de Mirmont : la baronne d'Orthès
- 1831 : Camille Desmoulins de Henri-Louis Blanchard et Julien de Mallian : Lucile Desmoulins
- 1831 : L'Amitié des femmes de Jean-Baptiste-Pierre Lafitte : Amélie
- 1831 : Jacques Clément ou le Bachelier et le théologien de Jean-Baptiste-Rose-Bonaventure Violet d'Épagny : la duchesse
- 1831 : La Famille de Lusigny de Frédéric Soulié et Adolphe Bossange : la marquise
- 1832 : La Mère coupable de Beaumarchais : la comtesse
- 1832 : Clotilde de Frédéric Soulié et Adolphe Bossange : Mme Darmely
- 1832 : Voltaire et Madame de Pompadour de Jean-Baptiste-Pierre Lafitte et Charles Desnoyer : Madame de Pompadour
- 1833 : La Jalousie du Barbouillé de Molière : Angélique
- 1833 : Clarisse Harlowe d'après Samuel Richardson : Miss Polly
- 1833 : Luxe et indigence ou le Ménage parisien Jean-Baptiste-Rose-Bonaventure Violet d'Épagny :  Constance
- 1833 : Bertrand et Raton ou l'Art de conspirer d'Eugène Scribe : Marthe
- 1834 : Une liaison d'Adolphe Simonis Empis et Édouard-Joseph-Ennemond Mazères : la comtesse
- 1834 : Charles IX de Joseph-Bernard Rosier : Catherine de Médicis
- 1835 : Richelieu ou la Journée des dupes de Népomucène Lemercier : Marie de Médicis